# Lim Seul-ong
Lim Seul Ong (en hangul, 임슬옹) (Seúl, 11 de mayo de 1987), más conocido como Seulong, es un cantante y actor surcoreano. Es uno de los vocalistas de la banda 2AM, que quedó inactivo desde 2015.

## Vida personal
El 12 de febrero de 2022, su agencia Jellyfish Entertainment anunció que había dado positivo para COVID-19 después de que se realizara la prueba PCR aunque no presentaba ningún síntoma anormal, por lo que se encontraba siguiendo las indicaciones dadas por las autoridades sanitarias para recuperarse.

## Predebut
En el año 2008, Seulong fue parte del programa Hot Blood, un programa de supervivencia donde 13 aprendices competían por la oportunidad de debutar en un grupo, donde cuatro formarían la subdivisión de baladas y siete formarían un grupo pop, manejados por JYP Entertainment. Luego de varias eliminaciones, Seulong fue elegido como parte del grupo de baladas, llamado 2AM.
En una entrevista para Night After Night en 2009, Seulong reveló que inicialmente había rechazado la oferta de unirse a JYP Entertainment, porque decidió ingresar a YG Entertainment. Pero al final, no logró ingresar a YG y recibió otra llamada de JYP. 
Estudió teatro y artes visuales en Daejin University, y tiene un máster en administración de negocios por Universidad de Kyung Hee.

## Carrera
En febrero del 2020 se anunció que se había unido a la agencia "Jellyfish Entertainment".

### 2AM
Seulong se unió a tres aprendices más para formar 2AM y debutaron con el sencillo «This Song» el 21 de julio de 2008. En marzo de 2015, decidió dejar JYP Entertainment para unirse a SidusHQ. Dos de sus tres compañeros también abandonaron JYP, lo que deja al grupo inactivo por el momento.

### Aparición en televisión y colaboraciones
En 2009, Seulong y Jo Kwon fueron parte de la parodia "Dirty Eyed Girls" en un episodio del programa Wild Bunny protagonizado por 2PM, donde interpretaron la canción «Abracadabra» de Brown Eyed Girls.
En 2010, colaboró con IU en la canción «잔소리» (Nagging/Scolded) para el programa de televisión We Got Married, la canción llegó al primer lugar en varios sitios musicales en línea. Además, ganaron premios en los programas musicales como Inkigayo y Music Bank. Seulong tuvo varias apariciones en la segunda temporada de We Got Married como comentarista. 
Mientras se preparaba para el regreso de 2AM en 2013, Seulong confirmó su participación en la nueva temporada de XTM Homme. XTM Homme es el primer programa de moda para hombres en Corea del Sur, donde proporcionan información más reciente sobre las tendencias de moda y noticias sobre tecnología. El programa se emitió desde el 15 de abril de 2013.

### Actuación
El 31 de marzo de 2010, Seulong hizo su debut como actor al integrar el elenco del drama Personal Taste, donde interpretó a Kim Tae Hoon. Además, fue el antagonista de Lee Min Jung en el drama de un episodio Lunch Box. Seguido a esto, actuó en la película Acoustic. En 2011, apareció en el sitcom Welcome to the Show y, se unió a Nichkhun (2PM) y Sulli (F(x)) como presentador del programa musical Inkigayo.
En 2012, Seulong fue confirmado como parte del reparto de la película 26 Years, donde interpretó a un policía que quiere vengarse de un expresidente que había ordenado una matanza de civiles en la que murió su hermana. La película tuvo un presupuesto de ₩26 billion (US$ 23 897 068). Gracias a su papel, Seulong se convirtió en el tercer miembro de un grupo musical en ganar un premio por su rol debut en el cine, seguido de T.O.P de Big Bang y Bae Suzy de Miss A.
En 2013, Seulong asumió el papel de Príncipe de la corona en el drama The Fugitive of Joseon. A finales de año, él junto a Kim Seul Gie protagonizaron la adaptación Infinite Power, un drama web transmitido por Naver y en teléfonos inteligentes de Samsung.
En 2014, Seulong fue parte del reparto de Hotel King, donde interpreta a un hotelero con una actitud positiva y fuerte personalidad, que se enamora de la heredera del hotel.
El 2 de enero de 2015, la agencia de Seulong anunció que había sido confirmada su participación en el drama Hogu's Love, donde interpretaría al abogado Byun Kang Chul, quien nunca ha experimentado algún fracaso en su vida. Byun Kang Chul es el hombre perfecto, y creció dentro del 1% de la población más adinerada de Corea del Sur, ha sido superior desde su nacimiento por lo que no necesita de nada más, ni siquiera habilidades en el amor. Hogu's Love está basado en el webtoon del mismo nombre, escrito por Yoo Hyun Sook.
Seulong fue escogido como uno de los protagonistas de la película Horror Stories 3. Esta película juega el papel de puente entre la primera y segunda secuela, que narra sobre el pasado, presente y futuro de sus protagonistas.

### Música
2013 - Actividades en solitario
Seulong colaboró con el DJ sueco Avicii para la versión coreana de su canción «Levels». Para esta versión, Seulong reemplazó al vocalista James. De acuerdo con un portavoz de Universal Music Korea, la agencia de Avicii decidió escoger a Seulong porque: "Después de monitorear a varios cantantes surcoreanos, encontramos que la voz de Seulong fue la más conveniente y hermosa". El sencillo se tituló «Levels with Seulong from 2AM» y fue lanzada el 9 de mayo de 2013. La canción llegó al segundo lugar en la lista diaria de MelOn's Top 100 Chart.
Seulong formó equipo con Epitone Project para la canción de verano «Summer, Night». Fue creada como agradecimiento, debido a que Epitone Project había escrito y compuesto una de las canciones del anterior álbum de 2AM, One Spring Day. El lanzamiento de la canción fue el 17 de septiembre de 2013.
2014 - Colaboraciones y primera composición «U Don't Know»
En mayo, Seulong prestó su voz para a canción «New You», que formó parte del proyecto mensual de Yoon Jong Shin. La balada es sobre apreciar el momento actual y el amor presente que una pareja tiene el uno por el otro, sin pensar en el pasado o preocuparse por el futuro.
El 4 de agosto, Swings se unió a G.NA, Seulong, y al productor Yoon Jong Shin para el lanzamiento de la canción «Pool Party». En el mismo mes y durante el concierto "JYP NATION ONE MIC" en Corea del Sur, Seulong junto a Taecyeon de 2PM tuvieron una colaboración, donde interpretaron la canción titulada «U Don't Know», que fue coescrita por ambos. La versión estudio y la versión en vivo de la canción fueron lanzadas luego, dentro del álbum en vivo del conciertto.
2015 - Colaboraciones
El 2 de febrero, el cantautor Shim Hyun Bo lanzó su cuarto álbum con el sencillo «It's Cold» que tiene la colaboración de Seulong. Es una de las dos canciones principales que Shim Hyun Bo promocionó.
El 27 de febrero, el programa Unpretty Rapstar de Mnet lanzó la canción «Good Start 2015», en la que participan Jimin de AOA y Seulong. Con solo nueve horas de lanzada, el sencillo llegó al primer lugar en varias listas musicales como Mnet, Melon, Daum, Genie, Olleh Music, Bugs, Soribada, Monkey3, Cyworld y Naver Music.

## Discografía
Sencillos
| Año  | Álbum     | Detalles                                                                           | Lista de canciones                                              |
| ---- | --------- | ---------------------------------------------------------------------------------- | --------------------------------------------------------------- |
| 2015 | Normal    | - Lanzamiento: 22 de mayo - Discográfica: SidusHQ - Formato: Descarga digital      | 1. «말을 해줘» (7E77 ME B43Y) 2. «Mood Swing» (feat. Black Nut) |
| 2015 | Melatonin | - Lanzamiento: 20 de noviembre - Discográfica: SidusHQ - Formato: Descarga digital | 1. «Melatonin» 2. «Witcher»                                     |

Banda Sonora
| Año  | Producción         | Canción         | Artista                     |
| ---- | ------------------ | --------------- | --------------------------- |
| 2010 | Personal Taste     | «Like a Fool»   | 2AM                         |
| 2012 | Dr. Jin            | «Road to Tears» | Lim Seulong & Lee Changmin  |
| 2012 | 26 Years           | «Flower»        | Lim Seulong & V.A           |
| 2015 | Hogu's Love        | «Destiny»       | Lim Seulong & eSNa          |
| 2015 | Some Guy Some Girl | «Lovely»        | Lim Seulong & Bomi (A Pink) |
| 2015 | Love Cell 2        | «Same Thing»    | Seulong                     |

Colaboraciones
| Año  | Artista                                         | Canción              | Álbum                                            |
| ---- | ----------------------------------------------- | -------------------- | ------------------------------------------------ |
| 2010 | IU y Seulong                                    | «Nagging»            |                                                  |
| 2011 | DJ Clazzi y Seulong                             | «How We Feel»        | Clazzi Volume 1 - Infant                         |
| 2013 | Avicii y Seulong                                | «Levels»             | —                                                |
| 2013 | Seulong y Epitone Project                       | «Summer Night»       | —                                                |
| 2014 | Seulong                                         | «New You»            | Proyecto mensual de Yoon Jong Shin: mayo de 2014 |
| 2014 | Swings, G.NA, Seulong y Yoon Jong Shin          | «Pool Party»         | —                                                |
| 2014 | Seulong y Taecyeon                              | «U Don't Know»       | JYP NATION KOREA 2014 'ONE MIC'                  |
| 2015 | Seulong y Shim Hyun Bo                          | «It's Cold» (차갑다) | Warm                                             |
| 2015 | Jimin (AOA) y Seulong                           | «Good Start 2015»    | Unpretty Rapstar Compilation Album               |
| 2015 | Cjamm y Seulong                                 | «Don't Let Me»       | Good Boy Doing Bad Things                        |
| 2015 | Nochang, Seulong, 신지수, Lovey, 신보혜, 전효진 | «GOD»'               | Sencillo digital GOD                             |

## Filmografía

### Películas
| Año  | Título              | Papel          | Ref.   |
| ---- | ------------------- | -------------- | ------ |
| 2010 | Acoustic            | Ji Hoo         |        |
| 2012 | 26 Years            | Kwon Jung Hyuk | [ 6 ]  |
| 2014 | La última primavera | Cameo          | [ 18 ] |
| 2016 | Horror Stories 3    | TBA            |        |

### Series de televisión
| Año  | Título                    | Papel                         | Canal       |
| ---- | ------------------------- | ----------------------------- | ----------- |
| 2010 | Personal Taste            | Kim Tae Hoon                  | MBC         |
| 2010 | Dream High                | Bailarín de flash mob (cameo) | KBS 2TV     |
| 2010 | "Best Theater": Lunch Box | Soo Chul                      | MBC         |
| 2011 | Welcome to the Show       | Seulong                       | SBS         |
| 2013 | The Fugitive of Joseon    | Príncipe de la corona Lee Ho  | KBS 2TV     |
| 2013 | Infinite Power            | Jang San Jae                  | SNS         |
| 2013 | The Dramatic              | Él mismo                      | MBC Every 1 |
| 2014 | Hotel King                | Sunwoo Hyun                   | MBC         |
| 2015 | Hogu's Love               | Byun Kang Chul                | tvN         |
| 2015 | Love Cell 2               | Park Tae Joon                 | Drama web   |
| 2016 | Mrs. Cop 2                | Oh Seung Il                   | SBS         |
| 2021 | Penthouse: War In Life 3  | Doctor                        | SBS         |

### Programas de televisión
| Año        | Título              | Canal | Notas                                           |
| ---------- | ------------------- | ----- | ----------------------------------------------- |
| 2009       | We Got Married      | MBC   | Comentarista                                    |
| 2012, 2013 | Hello Counselor     | KBS2  | Invitado, Ep. 68, 114 y 146                     |
| 2013       | Homme 5.0           | XTM   | Presentador                                     |
| 2014       | Homme 6.0           | XTM   | Presentador                                     |
| 2014       | Running Man         | SBS   | Invitado (EP. 211-212, 271-272)                 |
| 2015       | Unpretty Rapstar    | Mnet  | Invitado (EP. 03 & 04)                          |
| 2016       | King of Mask Singer | MBC   | concursó como "Mask Magazine 2580", (ep. 87-88) |

### Aparición en videos musicales
| Año  | Canción       | Artista                    |
| ---- | ------------- | -------------------------- |
| 2008 | «I'm Yours»   | Mario                      |
| 2010 | «Bleeding»    | 2winS                      |
| 2011 | «How We Feel» | DJ Clazzi                  |
| 2013 | «Luv Is»      | Lim Jeong Hee ft. BaeChiGi |

## Premios y nominaciones
| Año  | Premiación                             | Categoría                    | Trabajo nominado       | Resultado |
| ---- | -------------------------------------- | ---------------------------- | ---------------------- | --------- |
| 2010 | 5th Cyworld Digital Music Awards       | Canción del mes (junio)      | «Nagging» (junto a IU) | Ganador   |
| 2010 | 12th Mnet Asian Music Awards           | Mejor colaboración           | «Nagging» (junto a IU) | Nominado  |
| 2010 | 2nd Bugs Music Awards                  | Canción del año              | «Nagging» (junto a IU) | Nominado  |
| 2010 | 2nd Bugs Music Awards                  | Mejor dueto (Bronce)         | «Nagging» (junto a IU) | Ganador   |
| 2010 | 2nd Bugs Music Awards                  | Mejor estrella de variedades | We Got Married         | Nominado  |
| 2010 | MBC Drama Awards                       | Mejor nuevo actor            | Personal Taste         | Nominado  |
| 2013 | 1st Marie Claire Film & Music Festival | Mejor nuevo actor            | 26 Years               | Ganador   |
| 2013 | 49th Baeksang Arts Awards              | Mejor nuevo actor            | 26 Years               | Nominado  |
| 2013 | 34th Blue Dragon Film Awards           | Mejor nuevo actor            | 26 Years               | Nominado  |
| 2013 | KBS Drama Awards                       | Mejor nuevo actor            | The Fugitive of Joseon | Nominado  |
| 2015 | 51st Paeksang Arts Awards              | Actor más popular (Drama)    | Hogu's Love            | Nominado  |

### Premios musicales
Inkigayo
- 27 de junio de 2010: «Nagging» (junto a IU)

Music Bank
- 25 de junio de 2010: «Nagging» (junto a IU)
- 2 de julio de 2010: «Nagging» (junto a IU)